# Pseudotaxiphyllum pohliaecarpum
Pseudotaxiphyllum pohliaecarpum är en bladmossart som beskrevs av Iwatsuki 1987. Pseudotaxiphyllum pohliaecarpum ingår i släktet Pseudotaxiphyllum och familjen Plagiotheciaceae. Inga underarter finns listade i Catalogue of Life.